# Грізі (Оклахома)
Грізі (англ. Greasy) — переписна місцевість (CDP) в США, в окрузі Адер штату Оклахома. Населення — 248 осіб (2020).

## Географія
Грізі розташоване за координатами 35°40′36″ пн. ш. 94°43′16″ зх. д. / 35.67667° пн. ш. 94.72111° зх. д. (35.676689, -94.721135).  За даними Бюро перепису населення США в 2010 році переписна місцевість мала площу 53,09 км², з яких 52,72 км² — суходіл та 0,37 км² — водойми.

## Демографія
Згідно з переписом 2010 року, у переписній місцевості мешкали 372 особи в 149 домогосподарствах у складі 106 родин. Густота населення становила 7 осіб/км².  Було 165 помешкань (3/км²).
Расовий склад населення:
| - 55,9 % — корінних американців - 34,9 % — білих - 1,6 % — осіб інших рас |

До двох чи більше рас належало 7,5 %. Частка іспаномовних становила 2,2 % від усіх жителів.
За віковим діапазоном населення розподілялося таким чином: 20,4 % — особи молодші 18 років, 61,6 % — особи у віці 18—64 років, 18,0 % — особи у віці 65 років та старші. Медіана віку мешканця становила 43,0 року. На 100 осіб жіночої статі у переписній місцевості припадало 112,6 чоловіків;  на 100 жінок у віці від 18 років та старших — 114,5 чоловіків також старших 18 років.
Середній дохід на одне домашнє господарство  становив 35 950 доларів США (медіана — 29 250), а середній дохід на одну сім'ю — 47 403 долари (медіана — 37 000). За межею бідності перебувало 11,9 % осіб, у тому числі 0,0 % дітей у віці до 18 років та 18,8 % осіб у віці 65 років та старших.
Цивільне працевлаштоване населення становило 96 осіб. Основні галузі зайнятості: виробництво — 32,3 %, освіта, охорона здоров'я та соціальна допомога — 26,0 %, роздрібна торгівля — 13,5 %, публічна адміністрація — 5,2 %.